# Trochosa phyllis
Trochosa phyllis là một loài nhện trong họ Lycosidae.
Loài này thuộc chi Trochosa. Trochosa phyllis được Henry Roughton Hogg miêu tả năm 1905.